# Venus impúdica
La Venus impúdica ("Venus immodesta", també coneguda com a Venus de Vibraye) és la primera representació escultòrica paleolítica d'una dona, descoberta en l'edat moderna. La trobà Paul Hurault, VIII marqués de Vibraye, cap a 1864 al famós jaciment arqueològic de Laugerie-Basse, a la vall del riu Vézère (un dels molts jaciments importants de l'edat de pedra de la comuna dels Eyzies-de-Tayac-Sireuil a Dordonya, al sud-oest de l'estat francés).
La Venus magdaleniana de Laugerie-Basse no conserva el cap, els peus, ni els braços i té una obertura vaginal molt profunda. De Vibraye l'anomenà Venus Impudica, en contrast amb la Venus Pudica, una classe d'escultures romanes que representen la dea Venus cobrint-se el pubis nu amb la mà dreta, i els pits amb l'altra. D'aquest nom deriva el terme «figures de Venus», comunament utilitzat per a aquest tipus d'escultures de l'edat de pedra.